# Eucereon marcata
Eucereon marcata är en fjärilsart som beskrevs av William Schaus 1901. Eucereon marcata ingår i släktet Eucereon och familjen björnspinnare. Inga underarter finns listade i Catalogue of Life.